# 柳芭

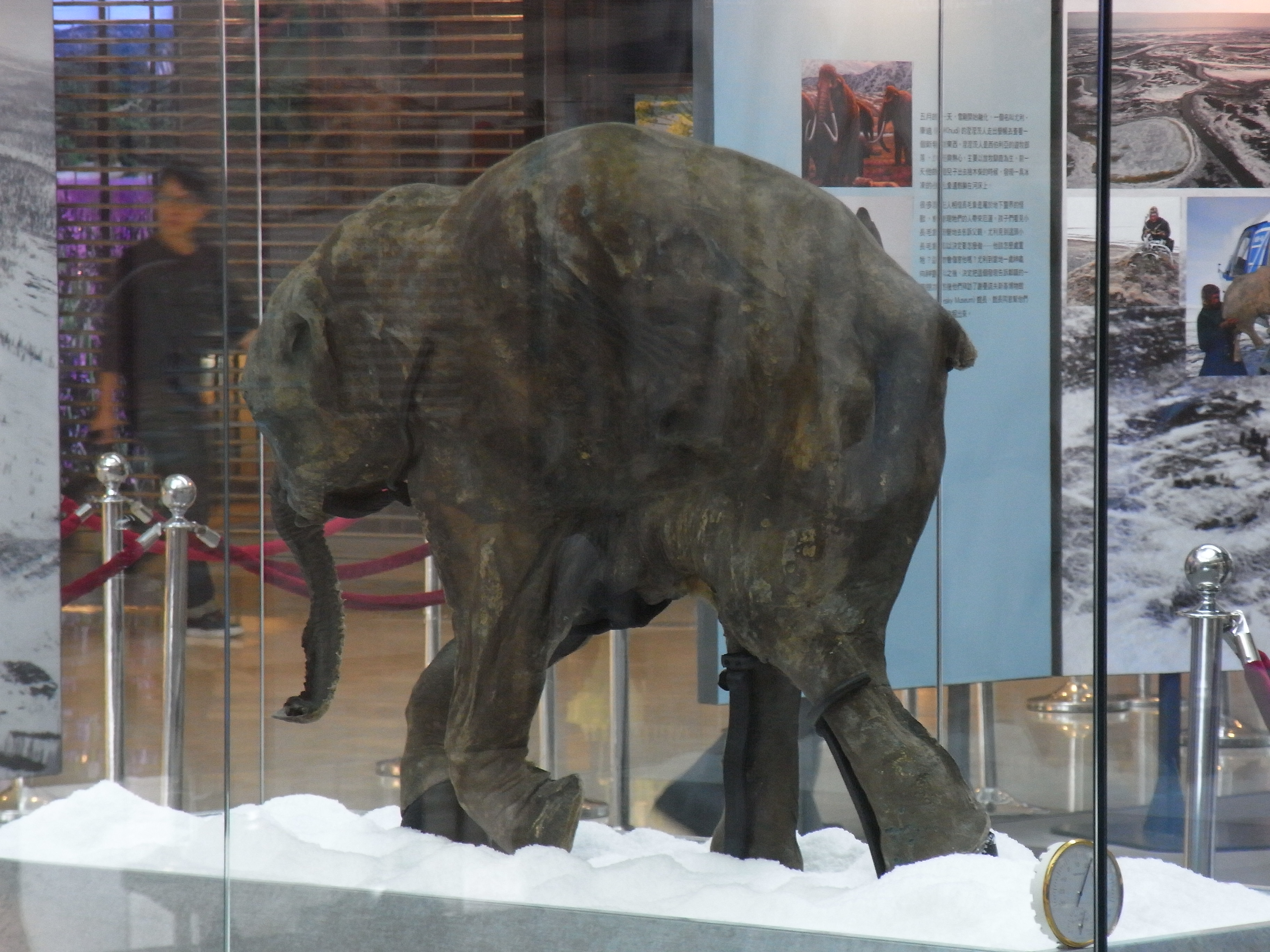
柳芭在國際金融中心商場展出

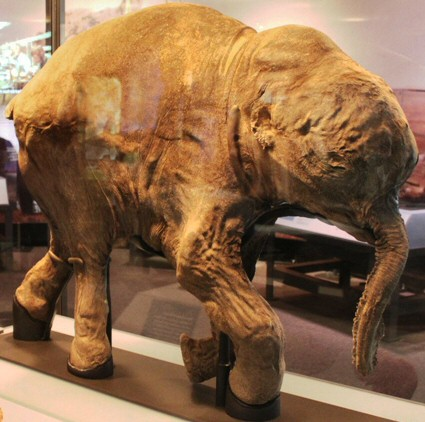
柳芭在菲爾德自然史博物館展出

柳芭（俄语：Люба, Lyuba）是約40000年前的雌性真猛獁象幼崽，死時只有一個月大。牠是現時最佳的猛獁象標本，比起較早前發現的雄性猛獁象幼崽帝獁（Дима, Dima）更好。
這隻猛獁象於2007年5月由俄羅斯涅涅茨族馴鹿員尤利·庫迪發現，發現地點為北極圈內的亞馬爾半島，庫迪以自己的妻子為猛獁象命名為柳芭（俄語意思為「愛」）。柳芭重50公斤，高85公分，從軀幹至尾巴長130公分，體型相當於一隻大型犬隻。
發現之時，柳芭保存良好，牠的眼睛和軀幹都完整保存下來，身體上還存留一些毛皮。牠被轉送到日本東京慈惠會醫科大學進一步研究，包括電腦斷層掃描。研究員相信，柳芭跟隨象群渡河時被泥沼所困，掙扎時因吸入泥土而窒息。那些令牠窒息的黏土狀物質也把牠封存，令牠的身體完好保存下來。牠的皮膚和內臟完整，科學家在牠的胃部辨認出牠母親的乳汁，在腸部辨認出糞便。科學家也發現證據，證實牠如現代幼象一般，會進食成年象的糞便，形成腸內細菌，以便消化植物。較早前發現的猛獁象標本看似是死於饑餓，柳芭則相對健康。研究員檢查牠的牙齒，從中窺探冰期時期哺乳類動物（包括猛獁象）在約10000年前的更新世末期大規模滅絕的原因。

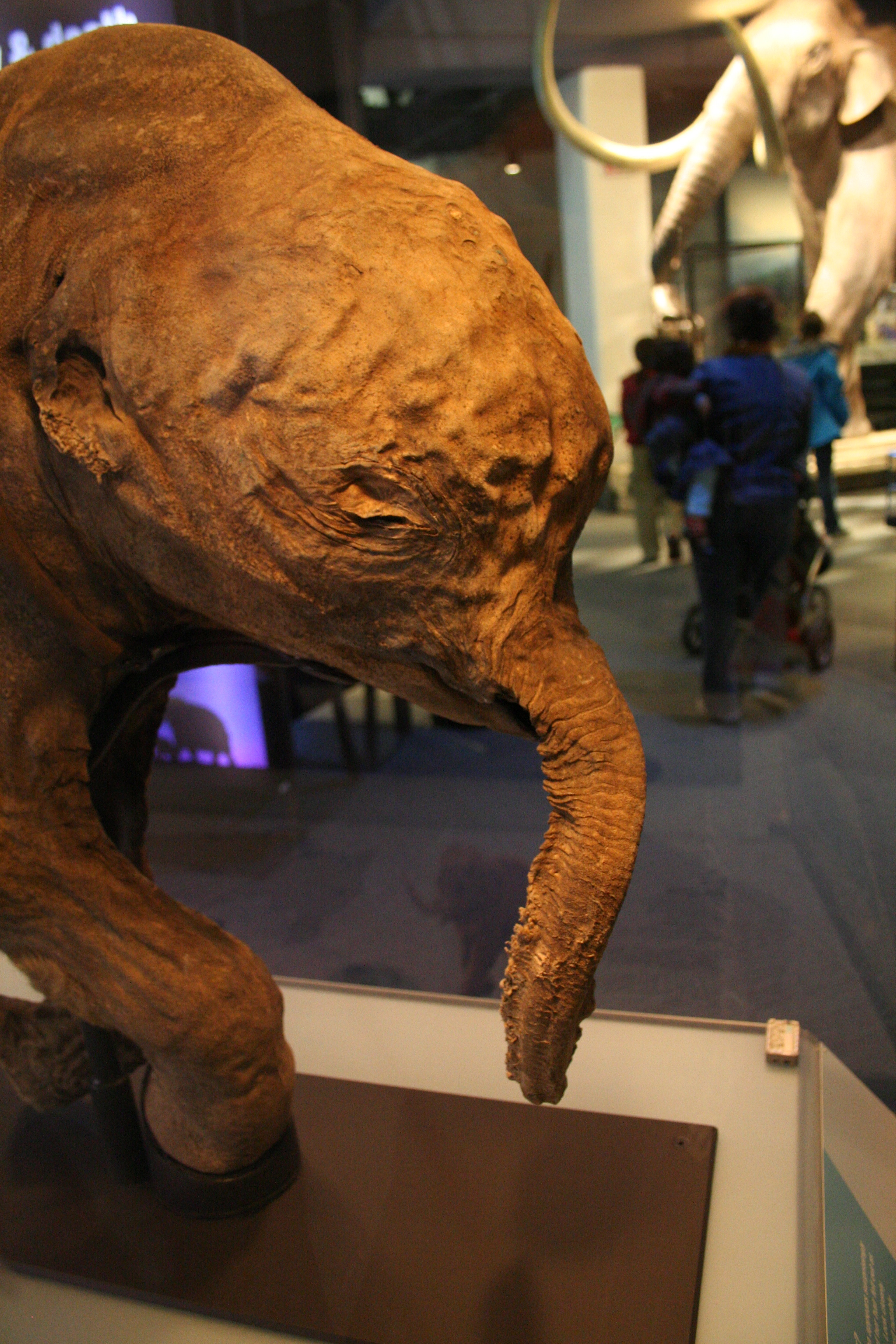
柳芭在自由科學中心展出

研究員從柳芭的左乳獠牙和前臼齒的橫切面推斷，牠屬於一個從阿拉斯加穿越白令陸橋遷徙到西伯利亞的猛獁象群，當時西伯利亞原生的猛獁象已全部滅絕或遭獵殺。

## 展覽
Shemanovskiy Museum and Exhibition Center借出柳芭到多處展出。四年間在北美洲10個地方展出，2008年1月在日本東京丸之內大廈展出，2012年4月在香港國際金融中心商場的「冰河時期長毛象寶寶展覽」中展出。

## 外部連結
- 國家地理文章 （页面存档备份，存于）
- Waking the Baby Mammoth紀錄片